# Frederik Stang
Frederik Stang (Stokke, 1808 – Bærum, 1884) è stato un politico norvegese.
Fu primo ministro della Norvegia dal 1861 al 1873 e dal 1873 al 1880.